# Satyrium guichardi
Satyrium guichardi is een vlinder uit de familie van de Lycaenidae. De wetenschappelijke naam van de soort werd in 1965 gepubliceerd door Higgins.